# Coiserette
Coiserette es una localidad y comuna francesa situada en la región de Franco Condado, departamento de Jura, en el distrito de Saint-Claude y cantón de Bouchoux.

## Demografía
| 42 | 40 | 43 | 54 | 50 | 46 | 44 |
| Para los censos de 1962 a 1999 la población legal corresponde a la población sin duplicidades (Fuente: INSEE [Consultar]) |    |    |    |    |    |    |